# Sant Clem d'Enviny
Sant Clem d'Enviny és una antiga capella romànica a poc més d'un quilòmetre a l'est del poble d'Enviny, al Serrat de Sant Clem, a prop i al sud-est del Serrat de la Mare de Déu, al terme municipal de Sort, de la comarca del Pallars Sobirà. Pertanyia a l'antic terme d'Enviny.